# Ašraf Alijev
Ašraf Alijev (* 29. července 1986) je bývalý ázerbájdžánský zápasník–volnostylař.

## Sportovní kariéra
Připravoval se v Baku v tréninkovém středisku Neftçi. V širším výběru ázerbájdžánské volnostylařské reprezentace se pohyboval od roku 2008. V roce 2011 nahradil ve váze do 74 kg Dagestánce Čamsulvaru Čamsulvarajeva. V září téhož roku nečekaným třetím místem na mistrovství světa v Istanbulu získal účastnickou kvótu pro Ázerbájdžán na olympijské hry v Londýně v roce 2012. V olympijském roce obhájil nominaci před osetským Alexandrem Gostijevem. V Londýně prohrál ve druhém kole s ruským Abcházcem Děnisem Cargušem těsně 1:2 na sety. Po olympijských hrách pozici reprezentační jedničky neudržel před Džabrajilem Hasanovem. Sportovní kariéru ukončil v roce 2018. Věnuje se trenérské práci.

## Výsledky
| Olympijské hry     |    |   | — |   |   |    | úč. |   |    |  |  |  |  |  |  |  |  |  |  |  |  |
| Mistrovství světa  | —  | — |   | — | — | 3. |     | — | 8. |  |  |  |  |  |  |  |  |  |  |  |  |
| Mistrovství Evropy | —  | — | — | — | — | —  | —   | — | —  |  |  |  |  |  |  |  |  |  |  |  |  |
| MS juniorů         | —  |   |   |   |   |    |     |   |    |  |  |  |  |  |  |  |  |  |  |  |  |
| ME juniorů         | 5. |   |   |   |   |    |     |   |    |  |  |  |  |  |  |  |  |  |  |  |  |